# 日立市立多賀中学校
日立市立多賀中学校（ひたちしりつたがちゅうがっこう）は、茨城県日立市鮎川町3-11-2にある日立市立中学校。

## 沿革
- 1947年
  - 5月3日 - 多賀郡多賀町立多賀中学校が開設[4][5]。
  - 6月 - 校章制定[5]。
- 1955年
  - 1月 - 校歌制定[5]
  - 2月 - 日立市と多賀町他1町4村が合併し、新日立市が誕生。日立市立多賀中学校に改称[5][6]。
- 1960年4月1日 - 日立市立多賀中学校大久保分校が開校[6]。
- 1961年4月1日 - 大久保分校が日立市立大久保中学校として独立[6]。
- 1990年2月 - 第57回NHK全国学校音楽コンクール全国コンクール銀賞受賞[5][7]。
- 1999年
  - 9月 - ゆうあいピック島根大会（バスケットボール）出場[5]。
  - 10月 - ジュニアオリンピック（女子200 m）出場[5]。
- 2000年
  - 10月 - ゆうあいピック岐阜大会（バスケットボール）出場[5]。
  - 10月 - ジュニアオリンピック（陸上リレー）出場[5]。
- 2006年11月 - PTA作成広報紙「たが」が全国小中学校PTA広報紙コンクール「日本教育新聞社社長賞」を受賞[8]。
- 2007年
  - 8月 - 全国小中学校PTA広報紙コンクール「日本教育新聞社社長賞」を受賞[8]
  - 12月 - ジュニアオリンピック（男子バレーボール）出場[5]。
- 2008年2月 - 全国小中学校PTA広報紙コンクール「全国新聞教育研究協議会賞」を受賞[9]。
- 2009年
  - 1月11日 - 第27回全国都道府県対抗女子駅伝競走大会に出場[10][11]。
  - 3月 - 第20回全国都道府県対抗全日本中学生ソフトテニス大会出場[5]。
  - 8月 - 第40回全国中学校ソフトテニス大会1ペア出場[9]。
  - 8月 - 第36回全日本中学校陸上競技選手権大会共通男子200 m出場[5]。
  - 12月 - 第23回全国都道府県対抗中学バレーボール大会出場[5]。
- 2010年1月17日 - 第28回全国都道府県対抗女子駅伝競走大会に出場[11][12]。
- 2011年度 - 平成23年度体力づくり優秀賞を受賞[13]。
- 2012年度 - 平成24年度体力づくり優秀賞を受賞[14]。
- 2013年度 - 平成25年度体力づくり優秀賞を受賞[15]。
- 2018年度 - 中学校外国語教育指導法研究指定校に指定[16]。
- 2020年度 - 少人数指導の充実に関する実証研究（国語）研究指定校に指定[17]。
- 2021年3月20日 - 第44回全日本アンサンブルコンテストでフルート三重奏が銀賞を受賞[18]。

## 教育方針
（出典：）
学校教育目標
「生きる力」を身につけた生徒の育成
めざす学校像
やる気・本気・根気を育む学校
めざす生徒像
未来を見据え、たくましく主体的に行動できる生徒
めざす教師像
生徒の言葉を傾聴し、生徒の立場に立った声掛けができる教師

## 部活動
（出典：）

### 運動部
- 野球部
- 男子バレーボール部
- 女子バレーボール部
- サッカー部
- 男子ソフトテニス部
- 女子ソフトテニス部
- 男子卓球部
- 女子卓球部
- 柔道部
- 剣道部
- 男子バスケットボール部
- 女子バスケットボール部

### 文化部
- 吹奏楽部
- 美術部

## 通学区域
（出典：）
- 日立市鮎川町
- 日立市桜川町
  - 3丁目3から11番
  - 4丁目6から9番
- 日立市諏訪町
  - 旧地番
  - 1丁目
  - 2丁目
  - 3丁目
  - 4丁目16から19番
- 日立市多賀町
  - 4丁目4から6番
  - 5丁目4から10番
- 日立市中成沢町
  - 1丁目4から17番
  - 2丁目
  - 3丁目
  - 4丁目
- 日立市西成沢町
- 日立市東成沢町
  - 3丁目1から8番、14番6から11号、15番から18番

## 進学前小学校
- 日立市立油縄子小学校
- 日立市立成沢小学校
- 日立市立諏訪小学校

## 学区内の主な施設
- 油縄子交流センター
- 成沢交流センター
- 日立市民運動公園野球場
- 茨城県立多賀高等学校
- 日立市立日立特別支援学校
- ひたち医療センター
- 日立工業専修学校
- 茨城大学日立キャンパス

## 交通
（出典：）
- 茨城交通路線バス「油縄子仲町」バス停下車徒歩5分
- 茨城交通路線バス「諏訪表原」バス停下車徒歩5分
- 茨城交通路線バス「多賀中学校前」バス停下車徒歩0分
- 茨城交通路線バス「多賀高校前」バス停下車徒歩0分

## 関係者

### 出身者
- 多賀竜昇司（元関脇）
- 大至伸行（元前頭、歌手）
- 日立龍栄一（元前頭）
- 吉成明（元日立市長）[24]
- 滝崎成樹（TPP主席対策本部首席交渉官、元内閣官房副長官補兼国家安全保障局次長、外務省アジア大洋州局長、在アメリカ合衆国日本国大使館公使）[25]